# Patricia Clarkson

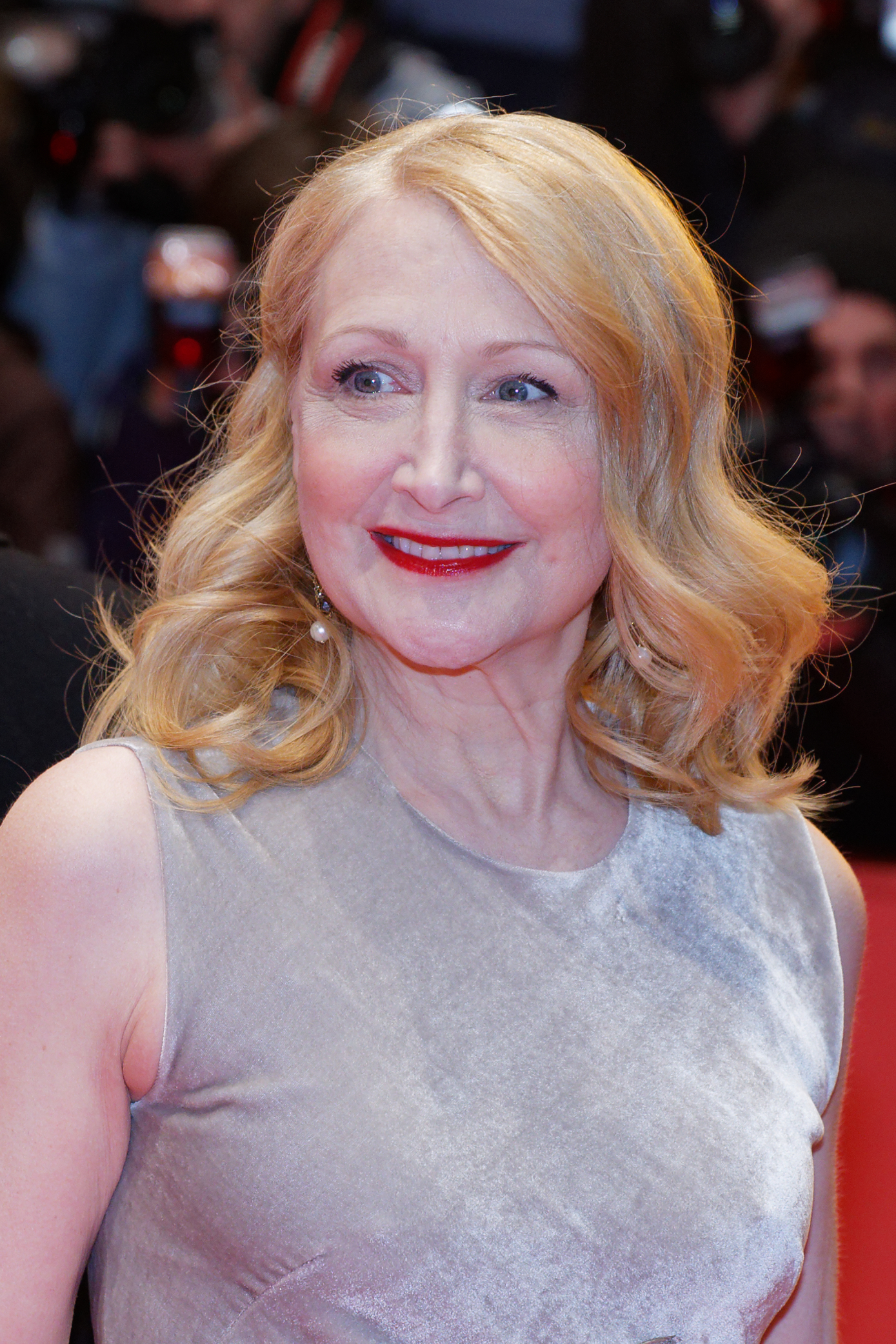
Patricia Clarkson (2017)

Patricia Davies Clarkson (* 29. Dezember 1959 in New Orleans, Louisiana) ist eine US-amerikanische Schauspielerin. Sie ist überwiegend in Independent- und Ensemblefilmen zu sehen und stellt häufig starke, komplexe und widersprüchliche Figuren dar. Sie gilt als eine der herausragenden Schauspielerinnen des US-Kinos. Sie erhielt diverse Auszeichnungen als Filmschauspielerin und wurde einmal für den Oscar nominiert.

## Familie und Ausbildung
Patricia Clarkson ist die Tochter einer Lokalpolitikerin aus New Orleans. Ihr Vater war als Verwalter an der Louisiana State University School of Medicine tätig.
Ihre familiären Wurzeln erscheinen vielfältig; eine ihrer Urgroßmütter, Sophie Bass, stammte aus Kaunas, Litauen. Ein Urgroßvater Clarksons, Joseph W. Berengher, war Baske und stammte aus Bilbao in Spanien. Des Weiteren hat sie väterlicherseits einen deutschen Ururgroßvater und mütterlicherseits eine irische Ururgroßmutter. Clarkson ist die jüngste von fünf Schwestern und wuchs im Stadtteil Algiers auf.
Von 1977 bis 1979 studierte Clarkson zunächst Logopädie an der Louisiana State University, bevor sie sich für einen Fachrichtungswechsel und ein Schauspielstudium entschied. 1982 machte sie einen Bachelor-Abschluss an der Fordham University. 1985 folgte der Master-Grad an Yale School of Drama. Nach eigenen Aussagen betrachtet Clarkson Ingrid Bergman als ihr großes Vorbild.

## Karriere
Clarkson begann zunächst ihre Karriere als Theaterschauspielerin. Sie hatte auch Auftritte am Broadway. Ein Jahr nach ihrem Abschluss hatte Clarkson schließlich ihr Debüt als Filmschauspielerin in The Untouchables – Die Unbestechlichen. Angeblich soll Regisseur Brian de Palma die Drehzeit von Clarkson, die so kurz nach ihrem Studium in erheblichen finanziellen Engpässen steckte, auf mehrere Tage ausgedehnt haben, damit sie eine höhere Gage erhielt. 1988 spielte sie die weibliche Hauptrolle an der Seite von Clint Eastwood in Das Todesspiel. In den darauffolgenden Jahren hatte Clarkson erhebliche Schwierigkeiten anständige Rollen zu finden und schlug sich mit Nebenrollen in Filmen wie Julia und ihre Liebhaber (1990), Caught in the Act (1993) und Jumanji (1995) durch. 1998 verkörperte sie in dem Independentfilm High Art eine drogenabhängige deutsche Schauspielerin. Für diese Darbietung erhielt Clarkson eine Independent-Spirit-Award-Nominierung.
1999 verkörperte Clarkson in The Green Mile die offenbar unheilbar an einem Gehirntumor erkrankte Ehefrau des Gefängnisdirektors. 2001 folgte eine Rolle in Sean Penns Thrillerdrama Das Versprechen, wo Clarkson unter anderem an der Seite von Jack Nicholson zu sehen war. In der 2002 erschienenen Neuverfilmung des Horror-Klassikers Carrie spielte sie die Rolle der fanatischen Mutter. Ebenfalls 2002 übernahm sie eine Gastrolle in der Fernsehserie Six Feet Under – Gestorben wird immer. 2003 spielte sie in dem von Kritikern sehr gelobten Independentfilm Station Agent die Hauptrolle einer Künstlerin, die sich mit einem kleinwüchsigen Mann (gespielt von Peter Dinklage) anfreundet. Für diese Rolle gewann sie einen Screen Actors Guild Award in der Kategorie Beste Hauptdarstellerin und erhielt Nominierungen für weitere Preise. Im selben Jahr verkörperte sie in der Tragikomödie Pieces of April – Ein Tag mit April Burns die krebskranke Mutter von Katie Holmes. Diese Rolle brachte Clarkson eine Oscar-Nominierung in der Kategorie Beste Nebendarstellerin ein. Von der Chicago Film Critics Association wurde sie als Beste Nebendarstellerin ausgezeichnet. Daneben erhielt sie weitere Nominierungen, unter anderem für den Independent Spirit Award und den Golden Globe Award.
Nach diesen Erfolgen folgten 2004 eine Hauptrolle in Miracle – Das Wunder von Lake Placid und 2005 eine Nebenrolle in George Clooneys Good Night, and Good Luck. Nach einigen weiteren Rollen in verschiedenen, kommerziell eher weniger erfolgreichen, Filmprojekten, folgte 2010 eine Rolle in Martin Scorseses Psychothriller Shutter Island, wo Clarkson unter anderem an der Seite von Leonardo DiCaprio und Ben Kingsley zu sehen war. Es schlossen sich weitere Rollen an, darunter vor allem Filmkomödien wie Einfach zu haben (2010), Freunde mit gewissen Vorzügen (2011) und Learning to Drive – Fahrstunden fürs Leben (2014). Ab 2014 spielte sie die Rolle einer idealistischen Wissenschaftlerin in der Maze Runner-Trilogie, welche auf den dystopischen Science-Fiction-Jugendromanen Die Auserwählten von James Dashner basiert. Während ihr Auftritt im ersten Teil, Die Auserwählten im Labyrinth (2014), noch kurz blieb, fiel ihre Rolle in den beiden nachfolgenden Filmen, Die Auserwählten in der Brandwüste (2015) und Die Auserwählten in der Todeszone (2018), deutlich größer aus. Es war außerdem das erste Mal, dass Clarkson eine Antagonistin verkörperte. 2015 erhielt Clarkson für ihren Auftritt im Theaterstück The Elephant Man zudem eine Tony Award Nominierung.
Des Weiteren war Clarkson von 2017 bis 2018 in der 5. und 6. Staffel von House of Cards in insgesamt 13 Episoden zu sehen. 2018 übernahm sie in der Miniserie Sharp Objects des Senders HBO als Adora Crellin  eine der Hauptrollen der achtteiligen Produktion. Ihre darstellerische Leistung brachte ihr eine Nominierung für einen Emmy in der Kategorie Beste Nebendarstellerin – Miniserie oder Fernsehfilm ein.

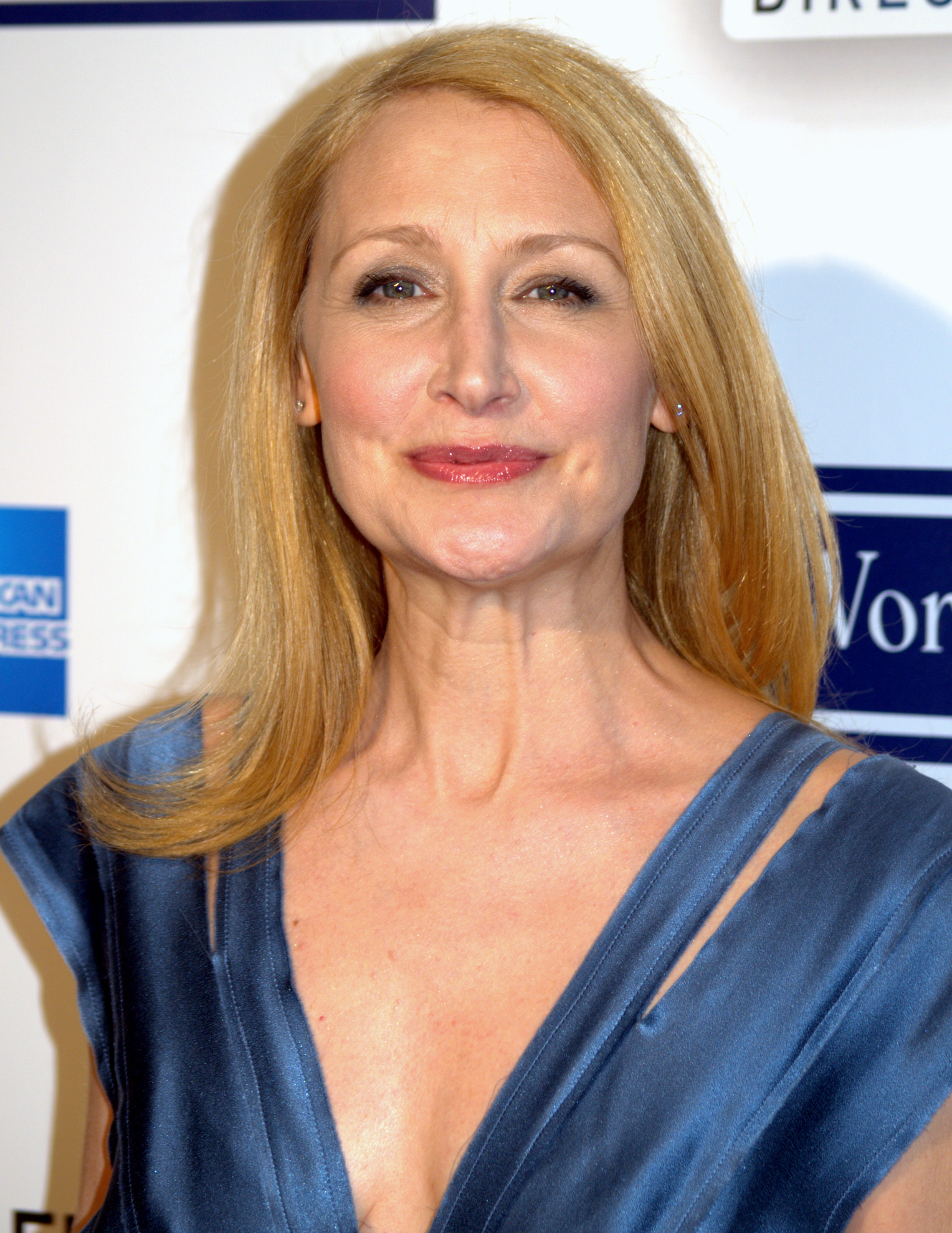
Patricia Clarkson (2009)

## Filmografie (Auswahl)
- 1985: Spenser (Fernsehserie)
- 1987: The Untouchables – Die Unbestechlichen (The Untouchables)
- 1988: Das Todesspiel (The Dead Pool)
- 1990: Julia und ihre Liebhaber (Tune in Tomorrow…)
- 1993: Caught in the Act
- 1995: Jumanji
- 1995: Die Graue Armee (Pharaoh’s Army)
- 1998: The Wedding
- 1998: High Art
- 1998: Leben und lieben in L.A. (Playing By Heart)
- 1999: The Green Mile
- 1999: Einfach unwiderstehlich (Simply Irresistible)
- 1999: Joe Goulds Geheimnis (Joe Gould’s Secret)
- 2000: Wonderland (Fernsehserie)
- 2001: Das Versprechen (The Pledge)
- 2001: The Safety of Objects
- 2002: Dem Himmel so fern (Far from Heaven)
- 2002: Safecrackers oder Diebe haben’s schwer (Welcome to Collinwood)
- 2002: Carrie
- 2002: Six Feet Under – Gestorben wird immer (Six Feet Under, Fernsehserie)
- 2003: Dogville
- 2003: Pieces of April – Ein Tag mit April Burns (Pieces of April)
- 2003: All The Real Girls
- 2003: Station Agent (The Station Agent)
- 2004: Miracle – Das Wunder von Lake Placid (The Miracle)
- 2005: The Woods
- 2006: Das Spiel der Macht (All the King’s Men)
- 2006: Good Night, and Good Luck.
- 2007: Rezept zum Verlieben (No Reservations)
- 2007: Lars und die Frauen (Lars and the Real Girl)
- 2007: Married Life
- 2008: Phoebe im Wunderland (Phoebe in Wonderland)
- 2008: Elegy oder die Kunst zu lieben (Elegy)
- 2008: Vicky Cristina Barcelona
- 2009: Cairo Time
- 2009: Whatever Works – Liebe sich wer kann (Whatever Works)
- 2010: Shutter Island
- 2010: Einfach zu haben (Easy A)
- 2010: Legendary – In jedem steckt ein Held (Legendary)
- 2010: Main Street
- 2011: Five (Fernsehfilm)
- 2011: Freunde mit gewissen Vorzügen (Friends with Benefits)
- 2011: Zwei an einem Tag (One Day)
- 2011: Parks and Recreation (Fernsehserie, Staffel 4 Episoden 1 und 2)
- 2013: The East
- 2014: Learning to Drive – Fahrstunden fürs Leben (Learning to Drive)
- 2014: Herbststurm (October Gale)
- 2014: Maze Runner – Die Auserwählten im Labyrinth (The Maze Runner)
- 2015: Broad City (Fernsehserie, Episode 2x10)
- 2015: Maze Runner – Die Auserwählten in der Brandwüste (Maze Runner: The Scorch Trials)
- 2017: The Party
- 2017: Der Buchladen der Florence Green (The Bookshop)
- 2017–2018: House of Cards (Fernsehserie, 11 Episoden)
- 2018: Maze Runner – Die Auserwählten in der Todeszone (Maze Runner: The Death Cure)
- 2018: Jonathan
- 2018: Sharp Objects (Fernsehserie, 8 Episoden)
- 2022: Grünes Ei mit Speck (Green Eggs and Ham, Fernsehserie, 10 Folgen, Stimme)
- 2022: State of the Union (Fernsehserie, Staffel 2)
- 2022: Monica
- 2022: She Said
- 2023: Gray (Fernsehserie, 8 Episoden)
- 2024: Lilly

## Auszeichnungen und Nominierungen
Oscar
- 2004: Nominierung als beste Nebendarstellerin für Pieces of April – Ein Tag mit April Burns

Emmy
- 2002: Beste Gastdarstellerin in einer Dramaserie für Six Feet Under – Gestorben wird immer
- 2006: Beste Gastdarstellerin in einer Dramaserie für Six Feet Under – Gestorben wird immer
- 2019: Nominierung in der Kategorie Beste Nebendarstellerin – Miniserie oder Fernsehfilm für Sharp Objects

Golden Globe Award
- 2004: Nominierung als beste Nebendarstellerin für Pieces of April – Ein Tag mit April Burns
- 2019: Beste Nebendarstellerin – Serie, Mini-Serie oder TV-Film für Sharp Objects

Screen Actors Guild Award
- 2000: Nominierung für das beste Schauspielensemble für The Green Mile
- 2004: Nominierung für das beste Schauspielensemble für Station Agent
- 2004: Nominierung als beste Hauptdarstellerin für Station Agent
- 2004: Nominierung als beste Nebendarstellerin für Pieces of April – Ein Tag mit April Burns
- 2006: Nominierung für das beste Schauspielensemble für Good Night, and Good Luck.
- 2019: Nominierung als beste Darstellerin in einem Fernsehfilm oder Miniserie für Sharp Objects

Tony Award
- 2015: Nominierung als beste Hauptdarstellerin für The Elephant Man

Critics’ Choice Television Award
- 2019: Beste Nebendarstellerin in einem Fernsehfilm oder einer Miniserie für Sharp Objects